# برام دي غروت
برام دي غروت (بالهولندية: Bram de Groot)‏ مواليد 18 ديسمبر 1974 في ألكمار، هولندا، هو دراج هولندي سابق في صنف سباق الدراجات على الطريق.

## سجل النتائج

### سباقات أو مراحل فاز بها
- بطولة العالم لسباق الدراجات على الطريق

## وصلات خارجية
- الموقع الرسمي

## روابط خارجية
- برام دي غروت على موقع الاتحاد الدولي للدراجات (الإنجليزية)
- برام دي غروت على موقع أرشيف الدراجات (الإنجليزية)
- برام دي غروت على موقع إحصائيات الدراجات الإحترافية (الإنجليزية)
- برام دي غروت على موقع نسبة الدراجات (الإنجليزية)
- برام دي غروت على موقع CycleBase (الإنجليزية)